# Balbin
Balbin († 29. lipnja 238. u Rimu) od 22. travnja 238. do svoje smrti jedan od dva regenta Rimskog carstva, oba su ubijena 29. lipnja 238.
Balbin je izabran za Regenta od Pupijena i rimskog Senata, pošto njegovim predhodnicima Gordijanu I. i Gordijanu II., nije uspjelo da pobjede bivšeg Rimskog cara Maksima Tračkog.
| Prethodnik:    | Rimski carevi | Nasljednik:                 |
| Pupijen (238.) | Rimski carevi | Gordijan III. (238. – 244.) |